# Dịch vụ chăm sóc sức khoẻ tại Hoa Kỳ
Dịch vụ chăm sóc sức khỏe ở Hoa Kỳ được cung cấp bởi nhiều tổ chức khác nhau, bao gồm các công ty bảo hiểm, nhà cung cấp dịch vụ chăm sóc sức khỏe, hệ thống bệnh viện và nhà cung cấp độc lập. Các cơ sở chăm sóc sức khỏe phần lớn do các doanh nghiệp tư nhân sở hữu và điều hành. 58% bệnh viện cộng đồng ở Hoa Kỳ là phi lợi nhuận, 21% thuộc sở hữu của chính phủ và 21% là hoạt động vì lợi nhuận. Theo Tổ chức Y tế Thế giới (WHO), Hoa Kỳ đã chi 9.403 USD cho chăm sóc sức khỏe bình quân đầu người và 17,9% cho chăm sóc sức khỏe tính theo tỷ lệ phần trăm GDP của nước này vào năm 2014. Bảo hiểm y tế được cung cấp thông qua sự kết hợp của bảo hiểm y tế tư nhân và bảo hiểm sức khỏe cộng đồng (ví dụ, Medicare, Medicaid). Hoa Kỳ không có chương trình chăm sóc sức khỏe toàn dân, không giống như hầu hết các nước phát triển khác.
Năm 2013, 64% chi tiêu cho y tế được chính phủ chi trả  và được tài trợ thông qua các chương trình như Medicare, Medicaid, Chương trình Bảo hiểm Y tế Trẻ em và Cơ quan Quản lý Y tế Cựu chiến binh. Những người dưới 65 tuổi mua bảo hiểm thông qua người sử dụng lao động của họ hoặc của một thành viên trong gia đình, bằng cách tự mua bảo hiểm y tế, được chính phủ và / hoặc trợ giúp khác dựa trên thu nhập hoặc một điều kiện khác, hoặc không được bảo hiểm. Bảo hiểm y tế cho nhân viên khu vực công chủ yếu do chính phủ cung cấp với vai trò là người sử dụng lao động. Dịch vụ chăm sóc có quản lý, nơi người trả tiền sử dụng các kỹ thuật khác nhau nhằm cải thiện chất lượng và hạn chế chi phí, đã trở nên phổ biến.
Tuổi thọ trung bình của Hoa Kỳ là 78,6 tuổi, tăng từ 75,2 tuổi vào năm 1990; xếp hạng thứ 42 trong số 224 quốc gia, và thứ 22 trong số 35 quốc gia OECD công nghiệp hóa, giảm từ vị trí thứ 20 vào năm 1990. Năm 2016 và 2017 tuổi thọ trung bình ở Hoa Kỳ giảm lần đầu tiên kể từ năm 1993. Trong số 17 quốc gia có thu nhập cao do Viện Y tế Quốc gia Hoa Kỳ nghiên cứu, Hoa Kỳ vào năm 2013 có tỷ lệ cao nhất hoặc gần cao nhất về béo phì, tai nạn xe hơi, tử vong ở trẻ sơ sinh, bệnh tim và phổi, nhiễm trùng lây truyền qua đường tình dục, mang thai ở tuổi vị thành niên, chấn thương, và những vụ giết người. Một cuộc khảo sát năm 2017 về hệ thống chăm sóc sức khỏe của 11 quốc gia phát triển cho thấy hệ thống chăm sóc sức khỏe của Hoa Kỳ là đắt nhất và hoạt động kém nhất về tiếp cận y tế, tính hiệu quả và tính công bằng. Trong một nghiên cứu năm 2018, Hoa Kỳ xếp thứ 29 về chất lượng và tiếp cận dịch vụ chăm sóc sức khỏe.
Tỷ lệ người lớn không có bảo hiểm chăm sóc sức khỏe lên tới 18,0% vào năm 2013 trước khi đạo luật ACA có hiệu lực, giảm xuống 10,9% trong quý 3 năm 2016 và ở mức 13,7% trong quý 4 năm 2018, dựa trên khảo sát của tổ chức Gallup bắt đầu từ năm 2008. Với hơn 27 triệu người, số người không có bảo hiểm y tế ở Hoa Kỳ là một trong những mối quan tâm hàng đầu của những người ủng hộ cải cách chăm sóc sức khỏe . Một nghiên cứu năm 2009 được thực hiện tại Trường Y Harvard với Liên minh Y tế Cambridge bởi những người đồng sáng lập Bác sĩ cho Chương trình Y tế Quốc gia, một nhóm vận động hành lang vì người trả tiền duy nhất, cho thấy gần 45.000 ca tử vong hàng năm có liên quan đến việc thiếu bảo hiểm y tế của bệnh nhân. Nghiên cứu cũng chỉ ra rằng những người Mỹ làm việc, không có bảo hiểm có nguy cơ tử vong cao hơn khoảng 40% so với những người Mỹ làm việc có bảo hiểm tư nhân.
Năm 2010, Đạo luật Bảo vệ Bệnh nhân và Chăm sóc Sức khỏe Hợp túi tiền (ACA, thường được gọi là "Obamacare") đã chính thức có hiệu lực, ban hành những thay đổi lớn trong bảo hiểm y tế. Tòa án tối cao đã duy trì tính hợp hiến của hầu hết luật này vào tháng 6 năm 2012 và khẳng định trợ cấp trao đổi bảo hiểm ở tất cả các bang vào tháng 6 năm 2015.

## Lịch sử
Tại Hoa Kỳ, khác với các kế hoạch bảo hiểm y tế được quốc hữu hóa ở châu Âu, thị trường đã tạo ra một hệ thống việc làm tư nhân. Theo Đạo luật Ổn định năm 1942, những người sử dụng lao động, do không thể cung cấp mức lương cao hơn để thu hút hoặc giữ chân nhân viên, bắt đầu cung cấp các gói bảo hiểm, bao gồm các gói chăm sóc sức khỏe, như một quyền lợi phụ, do đó bảo hiểm y tế do người sử dụng lao động tài trợ ra đời.

Vắc xin bại liệt được phát minh tại Hoa Kỳ bởi Hilary Koprowski và Jonas Salk (ảnh trên, bên phải).

## Số liệu thống kê

### Nhập viện
Theo một bản tóm tắt thống kê của Dự án Sử dụng và Chi phí Y tế (HCUP), đã có 35,7 triệu ca nhập viện trong năm 2016, giảm đáng kể so với 38,6 triệu năm 2011. Cứ 1.000 người thì có trung bình 104,2 lần lưu trú và mỗi lần lưu trú trung bình là 11.700 đô la, tăng so với mức 10.400 đô la cho mỗi lần lưu trú vào năm 2012. 7,6% dân số lưu trú tại bệnh viện vào năm 2017, mỗi đợt lưu trú kéo dài trung bình 4,6 ngày.
Một nghiên cứu của Viện Y tế Quốc gia Hoa Kỳ báo cáo rằng chi tiêu bình quân đầu người suốt đời khi sinh, tính theo đô la của năm 2000, cho thấy sự khác biệt lớn giữa chi phí chăm sóc sức khỏe của phụ nữ (361.192 đô la) và nam giới (268.679 đô la). Một phần lớn của sự khác biệt về chi phí này là do tuổi thọ của nam giới ngắn hơn, nhưng ngay cả sau khi điều chỉnh độ tuổi (giả sử nam giới sống lâu bằng phụ nữ), vẫn có sự khác biệt 20% trong chi phí chăm sóc sức khỏe suốt đời.

### Bảo hiểm y tế và khả năng tiếp cận

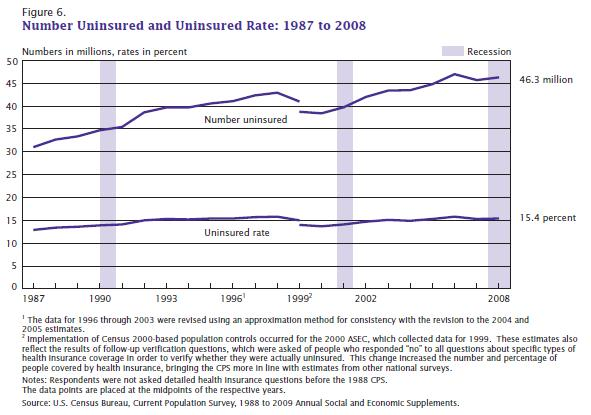
Số người Mỹ không có bảo hiểm và tỷ lệ không có bảo hiểm từ năm 1987 đến năm 2008

Bản đồ thế giới về chăm sóc sức khỏe toàn dân.
Countries with free and universal healthcare
Countries with universal but not free healthcare
Countries with free but not universal healthcare
Countries without free or universal healthcare

Không giống như hầu hết các quốc gia phát triển, hệ thống y tế của Hoa Kỳ không cung cấp dịch vụ chăm sóc sức khỏe cho toàn bộ người dân. Thay vào đó, hầu hết các công dân được bảo hiểm bởi sự kết hợp của bảo hiểm tư nhân và các chương trình liên bang và tiểu bang khác nhau. Tính đến năm 2017, bảo hiểm y tế được mua phổ biến nhất thông qua một gói bảo hiểm nhóm gắn với một người sử dụng lao động, bao gồm 150 triệu người. Các nguồn chính khác bao gồm Medicaid, bao gồm 70 triệu, Medicare, 50 triệu, và thị trường bảo hiểm y tế được tạo ra bởi Đạo luật Bảo vệ Bệnh nhân và Chăm sóc Sức khỏe Hợp túi tiền (ACA) bao gồm khoảng 17 triệu. Vào năm 2017, một nghiên cứu cho thấy 73% kế hoạch trên thị trường ACA có mạng lưới hẹp, hạn chế quyền truy cập và sự lựa chọn các nhà cung cấp.
Các thước đo về khả năng tiếp cận và khả năng chi trả được theo dõi bởi các cuộc điều tra sức khỏe quốc gia bao gồm: phần trăm dân số có bảo hiểm, có nguồn chăm sóc y tế thông thường, đến nha sĩ hàng năm, tỷ lệ nhập viện có thể phòng ngừa, báo cáo khó gặp bác sĩ chuyên khoa, trì hoãn chăm sóc do chi phí và tỷ lệ của bảo hiểm y tế. Năm 2004, một báo cáo của OECD lưu ý rằng "tất cả các nước OECD [ngoại trừ Mexico, Thổ Nhĩ Kỳ và Hoa Kỳ] đã đạt được mức độ bao phủ phổ quát hoặc gần phổ quát (ít nhất 98,4% được bảo hiểm) cho dân số của họ vào năm 1990". Báo cáo năm 2004 của IOM cũng quan sát thấy rằng "thiếu bảo hiểm y tế gây ra khoảng 18.000 ca tử vong không cần thiết mỗi năm ở Hoa Kỳ."
Tổ chức Gallup theo dõi tỷ lệ phần trăm người Mỹ trưởng thành không có bảo hiểm chăm sóc sức khỏe, bắt đầu từ năm 2008. Tỷ lệ không có bảo hiểm đạt đỉnh 18,0% vào năm 2013 trước khi ACA có hiệu lực, giảm xuống 10,9% trong quý 3 năm 2016 và ở mức 13,7% trong quý 4 năm 2018. "Mức tăng 2,8 điểm phần trăm kể từ mức thấp đó thể hiện mức tăng ròng của khoảng bảy triệu người trưởng thành không có bảo hiểm y tế."
Cục điều tra dân số Hoa Kỳ báo cáo rằng 28,5 triệu người (8,8%) không có bảo hiểm y tế trong năm 2017, giảm từ 49,9 triệu (16,3%) năm 2010. Từ năm 2004 đến năm 2013, xu hướng tỷ lệ thiếu bảo hiểm cao và tình trạng trì trệ tiền lương đã góp phần làm giảm tiêu dùng chăm sóc sức khỏe ở những người Mỹ có thu nhập thấp. Xu hướng này đã bị đảo ngược sau khi các điều khoản chính của ACA được thực hiện vào năm 2014.
Kể từ năm 2017, khả năng ACA có thể bị bãi bỏ hoặc thay thế đã làm gia tăng mối quan tâm đối với các câu hỏi liệu bảo hiểm y tế có ảnh hưởng như thế nào đến sức khỏe và tỷ lệ tử vong. Một số nghiên cứu đã chỉ ra rằng có mối liên quan với việc mở rộng ACA và các yếu tố liên quan đến kết quả sức khỏe tốt hơn như có nguồn chăm sóc thường xuyên và khả năng chi trả cho việc chăm sóc. Một nghiên cứu năm 2016 kết luận rằng khả năng chi trả dịch vụ chăm sóc tăng lên khoảng 60% có thể là do các điều khoản mở rộng Medicaid được ban hành bởi Đạo luật Bảo vệ Bệnh nhân và Chăm sóc Giá cả phải chăng. Ngoài ra, một phân tích về những thay đổi trong tỷ lệ tử vong sau khi mở rộng Medicaid cho thấy rằng Medicaid cứu sống với mức chi phí tương đối hiệu quả hơn với chi phí xã hội là 327,000 - 867,000 đô la mỗi người được cứu so với các chính sách công khác có chi phí trung bình là 7,6 triệu đô la mỗi người.
Một nghiên cứu năm 2009 tại 5 tiểu bang cho thấy nợ y tế góp phần vào 46,2% tổng số vụ phá sản cá nhân tại Mỹ và 62,1% người khai phá sản yêu cầu chi phí y tế cao trong năm 2007. Kể từ đó, chi phí y tế và số lượng người không có bảo hiểm và không có bảo hiểm đã tăng lên. Một nghiên cứu năm 2013 cho thấy khoảng 25% tổng số người cao tuổi tuyên bố phá sản do chi phí y tế.
Trong thực tế, những người không được bảo hiểm thường được điều trị, nhưng chi phí được bao gồm thông qua thuế và các loại phí khác làm thay đổi chi phí. Chăm sóc y tế bị bỏ qua do chia sẻ chi phí rộng rãi cuối cùng có thể làm tăng chi phí do các vấn đề y tế ở hạ nguồn; động lực này có thể đóng góp một phần vào xếp hạng quốc tế của Hoa Kỳ là có chi phí chăm sóc sức khỏe cao nhất mặc dù chia sẻ chi phí bệnh nhân đáng kể.
Những người được bảo hiểm có thể bị bảo hiểm thiếu (bảo hiểm chi trả quá ít so với khả năng chi trả) đến mức họ không có khả năng chăm sóc y tế đầy đủ. Một nghiên cứu năm 2003 ước tính rằng 16 triệu người lớn ở Hoa Kỳ bị bảo hiểm thiếu, ảnh hưởng không tương xứng đến những người có thu nhập thấp hơn - 73% người bị bảo hiểm thiếu trong dân số nghiên cứu có thu nhập hàng năm dưới 200% mức nghèo của liên bang. Việc thiếu bảo hiểm hoặc chia sẻ chi phí cao hơn (phí sử dụng cho bệnh nhân có bảo hiểm) tạo ra rào cản trong việc tiếp cận dịch vụ chăm sóc sức khỏe: việc sử dụng dịch vụ chăm sóc giảm đi với nghĩa vụ chia sẻ chi phí của bệnh nhân ngày càng tăng. Trước khi ACA được thông qua vào năm 2014, 39% người Mỹ có thu nhập dưới trung bình cho biết đã từ bỏ việc đi khám bác sĩ vì các vấn đề y tế (trong khi 7% người Canada có thu nhập thấp và 1% công dân Anh có thu nhập thấp cũng báo cáo như vậy).

### Y tế ở Hoa Kỳ trong bối cảnh toàn cầu
Năm 2019, tỷ suất tử vong ở trẻ em dưới 5 tuổi là 6,5 trẻ em trên 1000 trẻ còn sống khi sinh, xếp Hoa Kỳ vào vị trí thứ 33 trong số 37 quốc gia thuộc OECD. Trong năm 2010-2012, hơn 57.000 trẻ sơ sinh (52%) và trẻ em dưới 18 tuổi tử vong ở Hoa Kỳ.
Mặc dù không cao bằng năm 2015 (14) như năm 2013 (18,5), tử vong mẹ liên quan đến sinh đẻ đã tăng gần đây; năm 1987, tỷ lệ tử vong là 7,2 trên 100.000. Tính đến năm 2015, tỷ lệ tử vong ở Mỹ cao gấp đôi tỷ lệ tử vong mẹ ở Bỉ hoặc Canada, và cao hơn gấp ba lần tỷ lệ này ở Phần Lan cũng như một số quốc gia Tây Âu khác.
Tuổi thọ trung bình của một đứa trẻ sinh ra ở Hoa Kỳ vào năm 2015 là 81,2 (nữ) hoặc 76,3 (nam) tuổi. Theo Tổ chức Y tế Thế giới, tuổi thọ ở Hoa Kỳ đứng thứ 31 trên thế giới (trong số 183 quốc gia) tính đến năm 2015. Tuổi thọ trung bình của Hoa Kỳ (cả hai giới) chỉ hơn 79. Nhật Bản đứng đầu với tuổi thọ trung bình gần 84 tuổi. Hoa Kỳ xếp hạng thấp hơn (thứ 36) khi xem xét tuổi thọ được điều chỉnh theo sức khỏe (HALE) chỉ hơn 69 tuổi. Một nguồn tin khác, Cơ quan Tình báo Trung ương, cho biết tuổi thọ trung bình khi sinh ở Hoa Kỳ là 79,8, xếp thứ 42 trên thế giới. Monaco đứng đầu trong danh sách 224 người này, với tuổi thọ trung bình là 89,5.

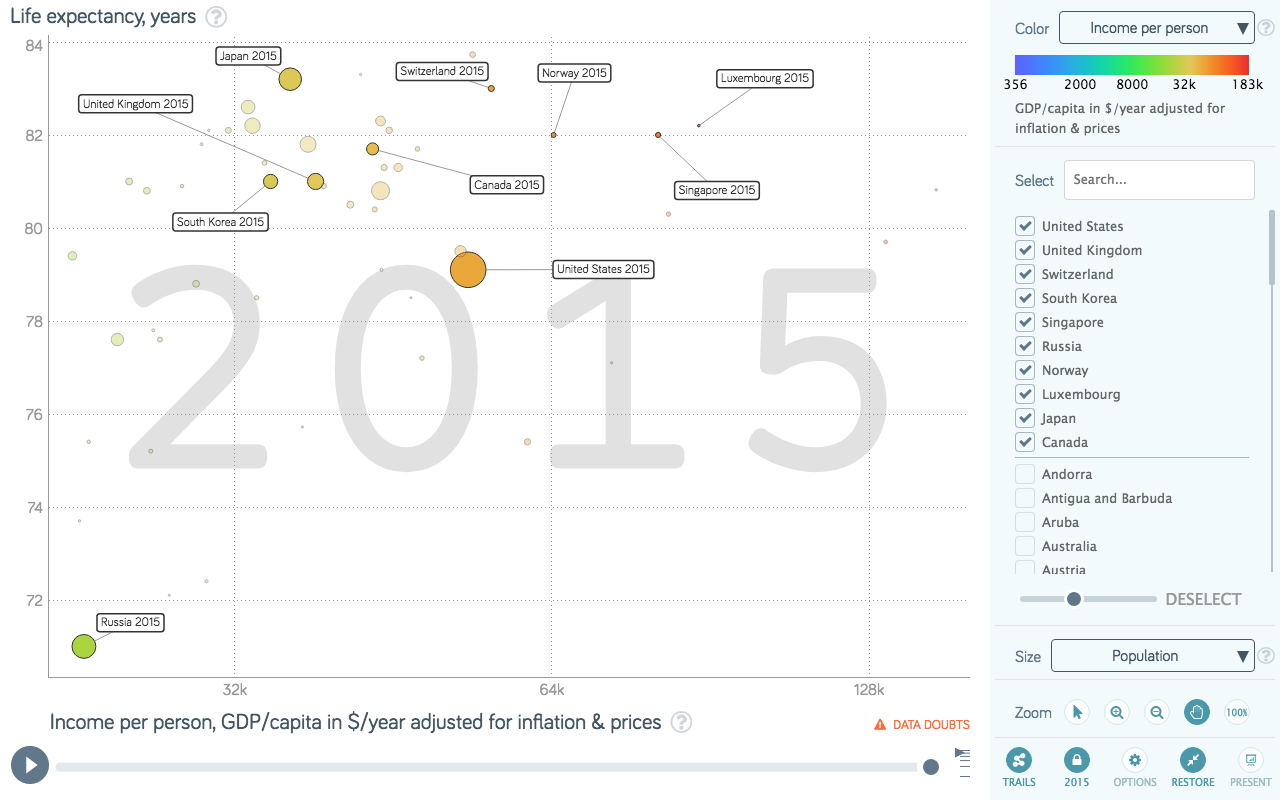
Tuổi thọ trung bình của các nước có thu nhập cao năm 2015.

Một nghiên cứu của Hội đồng Nghiên cứu Quốc gia năm 2013 cho biết, khi được coi là một trong 17 quốc gia có thu nhập cao, Hoa Kỳ đứng đầu hoặc gần nhất về tỷ lệ tử vong ở trẻ sơ sinh, bệnh tim và phổi, nhiễm trùng lây truyền qua đường tình dục, mang thai ở tuổi vị thành niên, thương tích, giết người và tỷ lệ khuyết tật. Cùng với nhau, những vấn đề như vậy đặt Hoa Kỳ ở cuối danh sách về tuổi thọ ở các quốc gia có thu nhập cao. Nữ giới sinh ra ở Hoa Kỳ vào năm 2015 có tuổi thọ là 81,6 tuổi và nam giới là 76,9 tuổi; ít hơn 3 năm và ít hơn 5 năm so với những người sinh ra ở Thụy Sĩ (85,3 với nữ, 81,3 với nam) hoặc Nhật Bản (86,8 với nữ, 80,5 với nam) vào năm 2015.

### Nguyên nhân tử vong ở Hoa Kỳ
Ba nguyên nhân gây tử vong hàng đầu ở cả hai giới và mọi lứa tuổi ở Hoa Kỳ liên tục là bệnh tim mạch (xếp thứ nhất), ung thư (thứ hai) và rối loạn thần kinh (thứ ba), kể từ những năm 1990. Năm 2015, tổng số người chết vì bệnh tim là 633.842 người, ung thư là 595.930 người và bệnh hô hấp dưới mãn tính là 155.041 người. Năm 2015, 267,18 trường hợp tử vong trên 100.000 người do các bệnh tim mạch, 204,63 trường hợp ung thư và 100,66 trường hợp do rối loạn thần kinh. Tiêu chảy, hô hấp dưới và các bệnh nhiễm trùng thông thường khác được xếp hạng thứ sáu về tổng thể, nhưng có tỷ lệ tử vong do bệnh truyền nhiễm cao nhất ở Hoa Kỳ với 31,65 ca tử vong trên 100.000 người. Tuy nhiên, có bằng chứng cho thấy một tỷ lệ lớn các kết quả sức khỏe và tử vong sớm có thể là do các yếu tố khác ngoài bệnh truyền nhiễm hoặc không lây nhiễm. Theo một nghiên cứu của Hội đồng Nghiên cứu Quốc gia năm 2013 đã kết luận, hơn một nửa số nam giới chết trước 50 tuổi chết do giết người (19%), tai nạn giao thông (18%) và các tai nạn khác (16%). Đối với phụ nữ, tỷ lệ phần trăm khác nhau: 53% phụ nữ chết trước 50 tuổi chết do bệnh tật, trong khi 38% chết do tai nạn, giết người và tự tử. Các căn bệnh do tuyệt vọng (sử dụng quá liều ma túy, bệnh gan do rượu và tự tử), bắt đầu gia tăng vào đầu những năm 1990, giết chết khoảng 158.000 người Mỹ mỗi năm tính đến năm 2018.

## Các nhà cung cấp
Các nhà cung cấp dịch vụ chăm sóc sức khỏe ở Hoa Kỳ bao gồm các nhân viên chăm sóc sức khỏe cá nhân, các cơ sở chăm sóc sức khỏe và các sản phẩm y tế.

### Cơ sở
Tại Hoa Kỳ, quyền sở hữu hệ thống chăm sóc sức khỏe chủ yếu thuộc về tư nhân, mặc dù chính quyền liên bang, tiểu bang, quận và thành phố cũng sở hữu một số cơ sở nhất định.
Tính đến năm 2018, đã có 5.534 bệnh viện đăng ký tại Hoa Kỳ. Có 4.840 bệnh viện cộng đồng, được định nghĩa là bệnh viện phi liên kết, đa khoa ngắn hạn hoặc chuyên khoa. Tỷ lệ bệnh viện phi lợi nhuận trong tổng công suất bệnh viện vẫn tương đối ổn định (khoảng 70%) trong nhiều thập kỷ. Ngoài ra còn có các bệnh viện tư nhân vì lợi nhuận cũng như các bệnh viện chính phủ ở một số địa điểm, chủ yếu thuộc sở hữu của chính quyền quận và thành phố. Đạo luật Hill-Burton được thông qua vào năm 1946, cung cấp tài trợ liên bang cho các bệnh viện để đổi lấy việc chữa trị cho những bệnh nhân nghèo. Hệ thống bệnh viện lớn nhất năm 2016 tính theo doanh thu là HCA Healthcare; vào năm 2019, Sáng kiến Sức khỏe Nhân phẩm và Sức khỏe Công giáo hợp nhất thành CommonSpirit Health để tạo ra doanh thu lớn nhất, trải dài trên 21 tiểu bang.
Hệ thống phân phối tích hợp, trong đó nhà cung cấp và nhà bảo hiểm chia sẻ rủi ro trong nỗ lực cung cấp dịch vụ chăm sóc sức khỏe dựa trên giá trị, đã trở nên phổ biến. Các khu vực trong khu vực có thị trường chăm sóc sức khỏe riêng biệt và ở một số thị trường, sự cạnh tranh bị hạn chế do nhu cầu từ người dân địa phương không thể hỗ trợ nhiều bệnh viện.
Khoảng hai phần ba số bác sĩ hành nghề tại các văn phòng nhỏ với ít hơn 7 bác sĩ, với hơn 80% sở hữu của bác sĩ; những người này đôi khi tham gia vào các nhóm như hiệp hội hành nghề độc lập để tăng khả năng thương lượng.

Biểu trưng dọc của Bộ Cựu chiến binh Hoa Kỳ

Không có hệ thống cơ sở y tế do chính phủ sở hữu trên toàn quốc mở cửa cho công chúng nhưng có những cơ sở y tế thuộc sở hữu của chính quyền địa phương mở cửa cho công chúng. Bộ Quốc phòng Hoa Kỳ điều hành các bệnh viện dã chiến cũng như bệnh viện thường trực thông qua Hệ thống Y tế Quân đội để cung cấp dịch vụ chăm sóc do quân đội tài trợ cho các quân nhân tại ngũ.
Cơ quan Quản lý Y tế Cựu chiến binh liên bang điều hành các bệnh viện VA chỉ mở cửa cho các cựu chiến binh, mặc dù các cựu chiến binh tìm kiếm sự chăm sóc y tế cho các điều kiện mà họ không nhận được khi phục vụ trong quân đội sẽ bị tính phí dịch vụ. Dịch vụ Y tế người da đỏ (IHS) điều hành các cơ sở chỉ mở cửa cho người Mỹ bản địa từ các bộ lạc được công nhận. Các cơ sở này, cùng với các cơ sở bộ lạc và các dịch vụ theo hợp đồng tư nhân do IHS tài trợ để nâng cao năng lực và khả năng của hệ thống, cung cấp dịch vụ chăm sóc y tế cho người dân bộ tộc ngoài những gì có thể được chi trả bởi bất kỳ bảo hiểm tư nhân hoặc các chương trình khác của chính phủ.
Các bệnh viện cung cấp một số dịch vụ chăm sóc ngoại trú trong các phòng cấp cứu và phòng khám chuyên khoa của họ, nhưng chủ yếu tồn tại để cung cấp dịch vụ chăm sóc nội trú. Các khoa cấp cứu của bệnh viện và các trung tâm chăm sóc khẩn cấp là những nguồn cung cấp dịch vụ chăm sóc tập trung vào các vấn đề lẻ tẻ. Trung tâm phẫu thuật là ví dụ của các phòng khám chuyên khoa. Các dịch vụ chăm sóc tế bào cho những người bị bệnh nan y, những người dự kiến sẽ sống được từ sáu tháng trở xuống thường được các tổ chức từ thiện và chính phủ trợ cấp nhiều nhất. Các phòng khám tiền sản, kế hoạch hóa gia đình và phòng khám dị sản lần lượt là các phòng khám chuyên khoa sản và phụ khoa do chính phủ tài trợ và thường có nhân viên là các y tá. Các dịch vụ, đặc biệt là các dịch vụ chăm sóc khẩn cấp, cũng có thể được các nhà cung cấp như Teladoc cung cấp từ xa qua dịch vụ y tế từ xa.
Bên cạnh các cơ sở chăm sóc sức khỏe của chính phủ và tư nhân, còn có 355 phòng khám miễn phí đã đăng ký ở Hoa Kỳ cung cấp các dịch vụ y tế hạn chế. Họ được coi là một phần của mạng lưới an toàn xã hội cho những người thiếu bảo hiểm y tế. Các dịch vụ của họ có thể bao gồm từ chăm sóc cấp tính hơn (tức là bệnh lây qua đường tình dục, chấn thương, bệnh đường hô hấp) để chăm sóc lâu dài (tức là nha khoa, tư vấn tâm lý). Một thành phần khác của mạng lưới an toàn chăm sóc sức khỏe sẽ là các trung tâm y tế cộng đồng do liên bang tài trợ.
Các cơ sở chăm sóc sức khỏe khác bao gồm các cơ sở nhà ở dài hạn, tính đến năm 2019, đã có 15.600 viện dưỡng lão trên khắp Hoa Kỳ. Chỉ với một phần lớn trong số đó là vì lợi nhuận (69,3%) 

### Sản phẩm, nghiên cứu và phát triển y tế
Như ở hầu hết các quốc gia khác, việc sản xuất và sản xuất dược phẩm và thiết bị y tế được thực hiện bởi các công ty tư nhân. Việc nghiên cứu và phát triển các thiết bị y tế và dược phẩm được hỗ trợ bởi cả nguồn tài trợ của nhà nước và tư nhân. Năm 2003, chi cho nghiên cứu và phát triển là khoảng 95 tỷ đô la với 40 tỷ đô la từ các nguồn công và 55 tỷ đô la từ các nguồn tư nhân. Những khoản đầu tư này vào nghiên cứu y tế đã đưa Hoa Kỳ trở thành quốc gia dẫn đầu về đổi mới y tế, được đo lường cả về doanh thu hoặc số lượng các loại thuốc và thiết bị mới được giới thiệu. Năm 2016, chi tiêu cho nghiên cứu và phát triển của các công ty dược phẩm ở Mỹ ước tính vào khoảng 59 tỷ đô la. Năm 2006, Hoa Kỳ chiếm 3/4 doanh thu công nghệ sinh học của thế giới và 82% chi tiêu cho R&D của thế giới trong lĩnh vực công nghệ sinh học. Theo nhiều nhóm thương mại dược phẩm quốc tế, chi phí cao của các loại thuốc được cấp bằng sáng chế ở Mỹ đã khuyến khích tái đầu tư đáng kể vào nghiên cứu và phát triển như vậy. Mặc dù Đạo luật Bảo vệ Bệnh nhân và Chăm sóc Sức khỏe Hợp túi tiền sẽ buộc ngành công nghiệp bán thuốc với giá rẻ hơn. Do đó, có thể sẽ cắt giảm ngân sách cho nghiên cứu và phát triển sức khỏe con người và y học ở Mỹ.

### Cơ hội việc làm của nhà cung cấp dịch vụ chăm sóc sức khỏe ở Hoa Kỳ
Một sự thay đổi nhân khẩu học lớn sắp xảy ra ở Hoa Kỳ sẽ yêu cầu hệ thống chăm sóc sức khỏe cung cấp nhiều dịch vụ chăm sóc hơn, vì dân số già được dự đoán sẽ tăng chi phí y tế từ 5% trở lên ở Bắc Mỹ do thế hệ "baby boomer" đến tuổi nghỉ hưu. Tổng chi tiêu cho chăm sóc sức khỏe đã tăng kể từ cuối những năm 1990, và không chỉ do tăng giá chung vì tốc độ chi tiêu đang tăng nhanh hơn tốc độ lạm phát. Ngoài ra, mức chi cho dịch vụ y tế của người trên 45 tuổi cao gấp 8,3 lần mức chi tối đa của người dưới 45 tuổi.

### Liều thuốc thay thế
Các phương pháp điều trị y tế khác đang được thực hành thường xuyên hơn trước đây. Lĩnh vực này được gọi là Y học thay thế (CAM) và được định nghĩa là các liệu pháp thường không được giảng dạy trong trường y cũng như không có sẵn trong bệnh viện. Chúng bao gồm thảo mộc, mát-xa, chữa bệnh bằng năng lượng, vi lượng đồng căn, chữa bệnh bằng đức tin, và gần đây đã phổ biến hơn, liệu pháp áp lạnh, giác hơi và Kích thích Từ tính Xuyên sọ hoặc TMS. Các nhà cung cấp các phương pháp điều trị CAM này đôi khi được coi là nhà cung cấp dịch vụ chăm sóc sức khỏe hợp pháp ở Hoa Kỳ. Những lý do phổ biến để tìm kiếm các phương pháp thay thế này bao gồm cải thiện sức khỏe của họ, tham gia vào trải nghiệm biến đổi, kiểm soát nhiều hơn sức khỏe của bản thân hoặc tìm cách tốt hơn để giảm các triệu chứng do bệnh mãn tính gây ra. Họ hướng tới việc điều trị không chỉ bệnh tật về thể chất mà còn sửa chữa các nguyên nhân cơ bản về dinh dưỡng, xã hội, tình cảm và tinh thần của nó. Trong một cuộc khảo sát năm 2008, người ta thấy rằng 37% bệnh viện ở Mỹ cung cấp ít nhất một hình thức điều trị CAM, nguyên nhân chính là do nhu cầu của bệnh nhân (84% bệnh viện). Theo một phân tích thống kê năm 2007, chi phí cho các phương pháp điều trị CAM trung bình là 33,9 đô la với 2/3 là tiền túi. Hơn nữa, các phương pháp điều trị CAM đã chi trả 11,2% tổng số tiền chi trả từ tiền túi cho dịch vụ chăm sóc sức khỏe. Trong suốt năm 2002 đến năm 2008, chi tiêu cho CAM đã tăng lên, nhưng việc sử dụng kể từ đó đã giảm xuống ở khoảng 40% người lớn ở Hoa Kỳ

## Chi tiêu

Chi tiêu cho chăm sóc sức khỏe của Hoa Kỳ tính theo tỷ trọng GDP, từ năm 1929 đến năm 2013

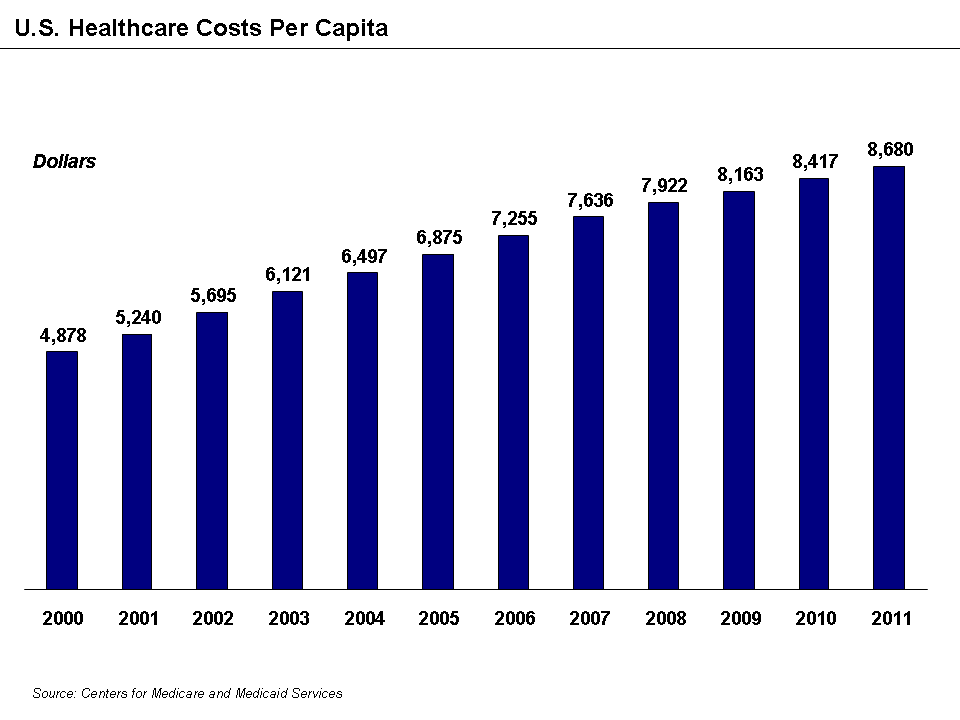
Chi phí chăm sóc sức khỏe của Hoa Kỳ trên đầu người 2000–2011

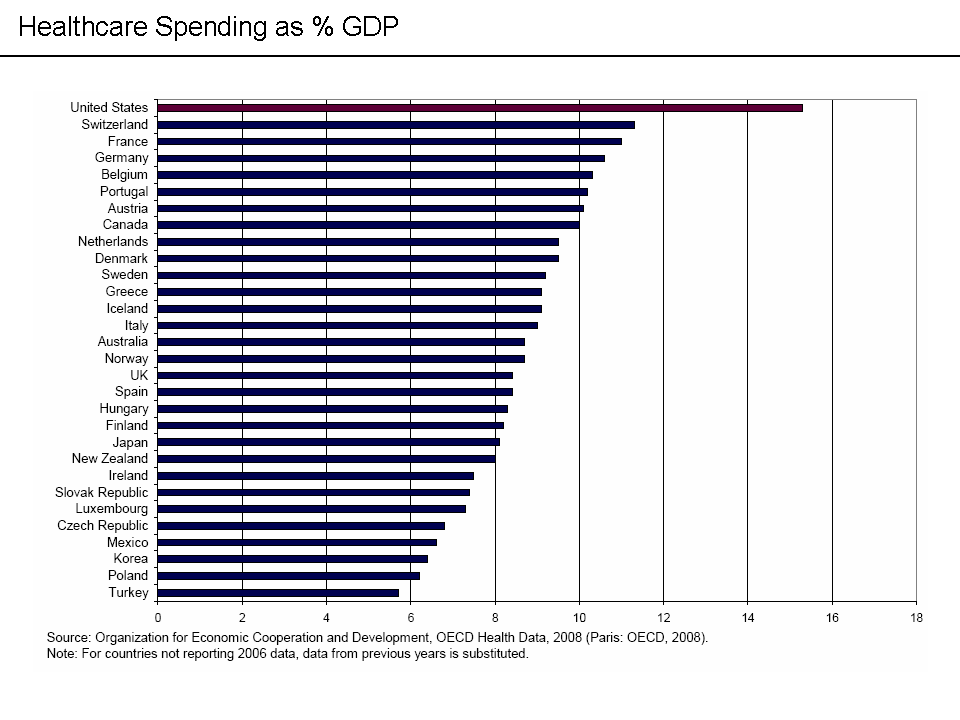
Chi phí chăm sóc sức khỏe của Hoa Kỳ vượt quá chi phí của các nước khác, so với quy mô của nền kinh tế hoặc GDP.

Mỹ chi tiêu nhiều hơn theo tỷ lệ phần trăm GDP so với các quốc gia tương tự và điều này có thể được giải thích thông qua giá dịch vụ cao hơn, chi phí quản lý hệ thống cao hơn hoặc sử dụng nhiều hơn các dịch vụ này hoặc kết hợp các yếu tố này. Chi phí chăm sóc sức khỏe tăng nhanh hơn nhiều so với lạm phát đã là động lực chính cho cải cách chăm sóc sức khỏe ở Hoa Kỳ. Tính đến năm 2016, Mỹ đã chi 3,3 nghìn tỷ USD (17,9% GDP), tương đương 10.438 USD/người; các danh mục chính bao gồm 32% đối với dịch vụ chăm sóc tại bệnh viện, 20% đối với bác sĩ và dịch vụ lâm sàng, và 10% đối với thuốc theo toa. Trong khi đó, Vương quốc Anh chi 3.749 đô la cho mỗi người.
Vào năm 2018, một phân tích kết luận rằng giá cả và chi phí quản lý phần lớn là nguyên nhân gây ra chi phí cao, bao gồm giá nhân công, dược phẩm và chẩn đoán. Sự kết hợp giữa giá cao và khối lượng lớn có thể gây ra chi phí cụ thể; ở Hoa Kỳ, các thủ thuật có tỷ suất lợi nhuận cao bao gồm phẫu thuật tạo hình mạch, mổ lấy thai, thay thế đầu gối, và chụp CT và MRI; Chụp CT và MRI cũng cho thấy mức độ sử dụng cao hơn ở Hoa Kỳ.
Tổng chi phí bệnh viện của Hoa Kỳ là 387,3 tỷ đô la trong năm 2011 - tăng 63% kể từ năm 1997 (đã điều chỉnh lạm phát). Chi phí cho mỗi lần lưu trú tăng 47% kể từ năm 1997, trung bình là 10.000 đô la vào năm 2011. Tính đến năm 2008, chi tiêu công chiếm từ 45% đến 56% chi tiêu cho chăm sóc sức khỏe của Hoa Kỳ. Chi phí phẫu thuật, chấn thương và chi phí khám sức khỏe bà mẹ và trẻ sơ sinh tăng hơn 2% mỗi năm từ 2003–2011. Hơn nữa, trong khi số lần xuất viện trung bình vẫn ổn định, chi phí bệnh viện đã tăng từ 9.100 đô la vào năm 2003 lên 10.600 đô la vào năm 2011, và dự kiến là 11.000 đô la vào năm 2013.
Theo Tổ chức Y tế Thế giới (WHO), tổng chi tiêu cho chăm sóc sức khỏe ở Mỹ là 18% GDP vào năm 2011, cao nhất trên thế giới. Bộ Y tế và Dịch vụ Nhân sinh kỳ vọng rằng tỷ trọng y tế trong GDP sẽ tiếp tục xu hướng tăng lịch sử, đạt 19% GDP vào năm 2017. Trong mỗi đô la chi cho chăm sóc sức khỏe ở Hoa Kỳ, 31% dành cho chăm sóc tại bệnh viện, 21% dành cho bác sĩ / dịch vụ lâm sàng, 10% cho dược phẩm, 4% cho nha khoa, 6% cho viện dưỡng lão và 3% cho chăm sóc sức khỏe tại nhà., 3% đối với các sản phẩm bán lẻ khác, 3% đối với các hoạt động y tế công cộng của chính phủ, 7% đối với chi phí hành chính, 7% đối với đầu tư và 6% đối với các dịch vụ chuyên nghiệp khác (bác sĩ vật lý trị liệu, bác sĩ đo thị lực, v.v.).
Vào năm 2017, một nghiên cứu ước tính rằng gần một nửa số ca chăm sóc liên quan đến bệnh viện là do các cuộc khám tại khoa cấp cứu. Tính đến năm 2017, số liệu từ năm 2009-2011 cho thấy chăm sóc cuối đời trong một năm cuối đời chiếm khoảng 8,5% và ba năm cuối đời khoảng 16,7%.
Tính đến năm 2013, quản lý chăm sóc sức khỏe chiếm 30% chi phí chăm sóc sức khỏe của Hoa Kỳ.
Những người ủng hộ thị trường tự do cho rằng hệ thống chăm sóc sức khỏe bị "rối loạn chức năng" vì hệ thống thanh toán của bên thứ ba từ các công ty bảo hiểm loại bỏ bệnh nhân như một người tham gia chính vào các lựa chọn tài chính và y tế ảnh hưởng đến chi phí. Viện Cato tuyên bố rằng vì sự can thiệp của chính phủ đã mở rộng khả năng cung cấp bảo hiểm thông qua các chương trình như Medicare và Medicaid, điều này đã làm trầm trọng thêm vấn đề. Theo một nghiên cứu được chi trả bởi Chương trình Bảo hiểm Y tế của Hoa Kỳ (một nhà vận động hành lang cho ngành bảo hiểm y tế ở Washington) và được thực hiện bởi PriceWaterhouseCoopers, việc sử dụng gia tăng là nguyên nhân chính làm tăng chi phí chăm sóc sức khỏe ở Hoa Kỳ tăng cường sử dụng, bao gồm nhu cầu tiêu dùng ngày càng tăng, các phương pháp điều trị mới, xét nghiệm chẩn đoán chuyên sâu hơn, các yếu tố về lối sống, chuyển sang các kế hoạch tiếp cận rộng rãi hơn và các công nghệ giá cao hơn. Nghiên cứu cũng đề cập đến sự chuyển dịch chi phí từ các chương trình của chính phủ sang các đơn vị tư nhân chi trả. Tỷ lệ hoàn trả thấp cho Medicare và Medicaid đã làm tăng áp lực chuyển dịch chi phí đối với các bệnh viện và bác sĩ, những người tính phí cao hơn cho các dịch vụ tương tự cho những người trả tiền tư nhân, điều này cuối cùng ảnh hưởng đến tỷ lệ bảo hiểm y tế.
Vào tháng 3 năm 2010, Massachusetts đã công bố một báo cáo về các yếu tố chi phí mà nó gọi là "duy nhất trên toàn quốc". Báo cáo lưu ý rằng các nhà cung cấp và công ty bảo hiểm thương lượng riêng và do đó giá có thể khác nhau giữa các nhà cung cấp và công ty bảo hiểm cho cùng một dịch vụ và nó phát hiện ra rằng sự thay đổi về giá không thay đổi dựa trên chất lượng chăm sóc mà là dựa trên đòn bẩy thị trường; báo cáo cũng cho thấy rằng việc tăng giá thay vì tăng mức sử dụng đã giải thích cho việc tăng chi tiêu trong vài năm qua.
Các nhà kinh tế Eric Helland và Alex Tabarrok suy đoán rằng sự gia tăng chi phí chăm sóc sức khỏe ở Hoa Kỳ phần lớn là kết quả của hiệu ứng Baumol. Vì chăm sóc sức khỏe tương đối thâm dụng lao động và năng suất trong lĩnh vực dịch vụ tụt hậu so với lĩnh vực sản xuất hàng hóa, nên chi phí của những dịch vụ đó sẽ tăng lên so với hàng hóa.

## Hiệu quả tổng thể của hệ thống

### Các thước đo hiệu quả
Hệ thống cung cấp dịch vụ chăm sóc sức khỏe của Hoa Kỳ cung cấp dịch vụ chăm sóc y tế với chất lượng khác nhau cho dân số của mình một cách không đồng đều. Trong một hệ thống chăm sóc sức khỏe hiệu quả cao, các cá nhân sẽ nhận được dịch vụ chăm sóc đáng tin cậy đáp ứng nhu cầu của họ và dựa trên kiến thức khoa học tốt nhất hiện có. Để theo dõi và đánh giá hiệu quả của hệ thống, các nhà nghiên cứu và hoạch định chính sách theo dõi các biện pháp và xu hướng của hệ thống theo thời gian. Bộ Y tế và Dịch vụ Nhân sinh Hoa Kỳ (HHS) cung cấp một bảng điều khiển công khai có tên là Dự án Đo lường Hệ thống Y tế (healthmeasures.aspe.hhs.gov), để đảm bảo một hệ thống giám sát mạnh mẽ. Bảng điều khiển nắm bắt quyền truy cập, chất lượng và chi phí chăm sóc; sức khỏe toàn dân; và động lực của hệ thống y tế (ví dụ: lực lượng lao động, đổi mới, công nghệ thông tin y tế). Các biện pháp bao gồm phù hợp với các hoạt động đo lường hiệu suất khác của hệ thống bao gồm Kế hoạch Chiến lược HHS, Đạo luật về Hiệu suất và Kết quả của Chính phủ, Người dân khỏe mạnh 2020 và Chiến lược Quốc gia về Chất lượng và Phòng ngừa.

#### Thời gian chờ
Thời gian chờ đợi ở dịch vụ chăm sóc sức khỏe của Mỹ thường ngắn, nhưng ít nhất thường không phải là 0 đối với dịch vụ chăm sóc không khẩn cấp. Ngoài ra, một số ít bệnh nhân Mỹ chờ đợi lâu hơn dự kiến. Trong một cuộc khảo sát của Quỹ Thịnh vượng chung năm 2010, hầu hết người Mỹ tự cho biết họ đã chờ ít hơn bốn tuần cho cuộc hẹn bác sĩ gần đây nhất của họ và ít hơn một tháng cho cuộc phẫu thuật tự chọn. Tuy nhiên, khoảng 30% bệnh nhân cho biết họ đã chờ đợi lâu hơn một tháng để được phẫu thuật chọn lọc và khoảng 20% lâu hơn bốn tuần cho cuộc hẹn bác sĩ chuyên khoa gần đây nhất của họ. Các tỷ lệ này nhỏ hơn ở Pháp, Anh, New Zealand và Canada, nhưng không tốt hơn so với Đức và Thụy Sĩ (mặc dù thời gian chờ ngắn hơn bốn tuần / một tháng có thể không dài bằng nhau ở ba quốc gia này). Số lượng người trả lời có thể không đủ để mang tính đại diện đầy đủ. Trong một nghiên cứu vào năm 1994 so sánh Ontario với ba vùng của Hoa Kỳ, thời gian chờ đợi trung bình tự báo cáo để gặp bác sĩ phẫu thuật chỉnh hình là hai tuần ở những vùng đó của Hoa Kỳ và bốn tuần ở Canada. Thời gian chờ đợi cho cuộc phẫu thuật đầu gối hoặc hông được tự báo cáo là ba tuần ở những vùng đó của Hoa Kỳ và tám tuần ở Ontario.
Tuy nhiên, thời gian chờ đợi hiện tại ở cả hai khu vực của quốc gia có thể đã thay đổi kể từ đó (chắc chắn thời gian chờ đợi ở Canada đã tăng lên sau đó). Gần đây hơn, tại một bệnh viện Michigan, thời gian chờ đợi cho ca phẫu thuật chọn lọc giải phóng ống cổ tay là trung bình 27 ngày, hầu hết dao động từ 17-37 ngày (trung bình là gần 4 tuần, từ khoảng 2,4 tuần đến 5,3 tuần. Điều này có vẻ là ngắn so với thời gian chờ đợi của Canada, nhưng có thể kém thuận lợi hơn so với các quốc gia như Đức, Hà Lan (mục tiêu là 5 tuần) và Thụy Sĩ.
Không rõ có bao nhiêu bệnh nhân phải chờ đợi lâu hơn. Một số có thể do lựa chọn, vì họ muốn đến một bác sĩ chuyên khoa hoặc phòng khám nổi tiếng mà nhiều người mong muốn đến khám, và sẵn sàng chờ đợi để được làm như vậy. Thời gian chờ đợi cũng có thể thay đổi theo khu vực. Một thí nghiệm báo cáo rằng những bệnh nhân không có bảo hiểm phải chờ đợi lâu hơn; bệnh nhân có bảo hiểm kém có thể phải đối mặt với số lần chờ đợi lâu không tương xứng.
Chăm sóc sức khỏe của người Mỹ có xu hướng dựa vào phân bổ theo loại trừ (không có bảo hiểm và không có bảo hiểm), chi phí tự trả cho người được bảo hiểm, các khoản thanh toán cố định cho mỗi trường hợp cho bệnh viện (dẫn đến thời gian lưu trú rất ngắn) và thay vào đó là các hợp đồng quản lý nhu cầu.

#### Sức khỏe dân số: chất lượng, cách phòng ngừa, các nhóm dân số dễ bị tổn thương
Sức khỏe của người dân cũng được coi là thước đo hiệu quả tổng thể của hệ thống chăm sóc sức khỏe. Mức độ dân số sống lâu hơn, cuộc sống khỏe mạnh hơn báo hiệu một hệ thống hiệu quả.
- Trong khi tuổi thọ là một thước đo, Bộ Y tế và Dịch vụ Nhân sinh Hoa Kỳ sử dụng một thước đo sức khỏe tổng hợp không chỉ ước tính tuổi thọ trung bình mà còn ước tính phần tuổi thọ được mong đợi là "sức khỏe tốt hoặc tốt hơn, cũng như không bị giới hạn hoạt động. " Từ năm 1997 đến năm 2010, số năm sống chất lượng cao dự kiến đã tăng từ 61,1 lên 63,2 tuổi đối với trẻ sơ sinh.[110]
- Việc sử dụng chưa đầy đủ các biện pháp phòng ngừa, tỷ lệ bệnh tật có thể phòng ngừa và tỷ lệ mắc bệnh mãn tính cho thấy hệ thống chăm sóc sức khỏe của Hoa Kỳ không thúc đẩy sức khỏe một cách đầy đủ.[105] Trong thập kỷ qua, tỷ lệ mang thai ở tuổi vị thành niên và tỷ lệ sinh thấp đã giảm đáng kể, nhưng không biến mất.[111] Tỷ lệ béo phì, bệnh tim (huyết áp cao, cholesterol cao được kiểm soát) và bệnh tiểu đường loại 2 là những lĩnh vực được quan tâm nhiều. Trong khi bệnh mãn tính và nhiều bệnh đồng mắc ngày càng trở nên phổ biến trong nhóm dân số người Mỹ cao tuổi sống lâu hơn, hệ thống y tế công cộng cũng nhận thấy mình đang chống lại sự gia tăng của thế hệ trẻ mắc bệnh mãn tính. Theo Tổng bác sĩ phẫu thuật Hoa Kỳ "Tỷ lệ béo phì ở Hoa Kỳ tăng hơn gấp đôi (từ 15% lên 34%) ở người lớn và hơn gấp ba (từ 5% lên 17%) ở trẻ em và thanh thiếu niên từ năm 1980 đến năm 2008."[112]
- Một mối quan tâm đối với hệ thống y tế là lợi ích sức khỏe không được tích lũy đồng đều cho toàn bộ dân số. Tại Hoa Kỳ, sự chênh lệch về chăm sóc sức khỏe và kết quả sức khỏe là phổ biến.[113] Người thiểu số có nhiều khả năng mắc các bệnh nghiêm trọng (ví dụ như bệnh tiểu đường loại 2, bệnh tim và ung thư ruột kết) và ít có khả năng được tiếp cận với dịch vụ chăm sóc sức khỏe chất lượng, bao gồm cả các dịch vụ phòng ngừa.[114] Các nỗ lực đang được tiến hành để thu hẹp khoảng cách và cung cấp một hệ thống chăm sóc công bằng hơn.

#### Đổi mới: lực lượng lao động, CNTT chăm sóc sức khỏe, R&D
Cuối cùng, Hoa Kỳ theo dõi đầu tư vào hệ thống chăm sóc sức khỏe về lực lượng lao động chăm sóc sức khỏe có tay nghề cao, sử dụng có ý nghĩa CNTT chăm sóc sức khỏe và đầu ra R&D. Khía cạnh này của bảng điều khiển hoạt động của hệ thống chăm sóc sức khỏe là điều quan trọng cần xem xét khi đánh giá chi phí chăm sóc ở Mỹ. Đó là bởi vì trong phần lớn các cuộc tranh luận về chính sách xung quanh chi phí chăm sóc sức khỏe cao của Hoa Kỳ, những người ủng hộ các công nghệ tiên tiến và chuyên môn cao chỉ ra sự đổi mới như một dấu hiệu của một hệ thống chăm sóc sức khỏe hiệu quả.

### So với các nước khác

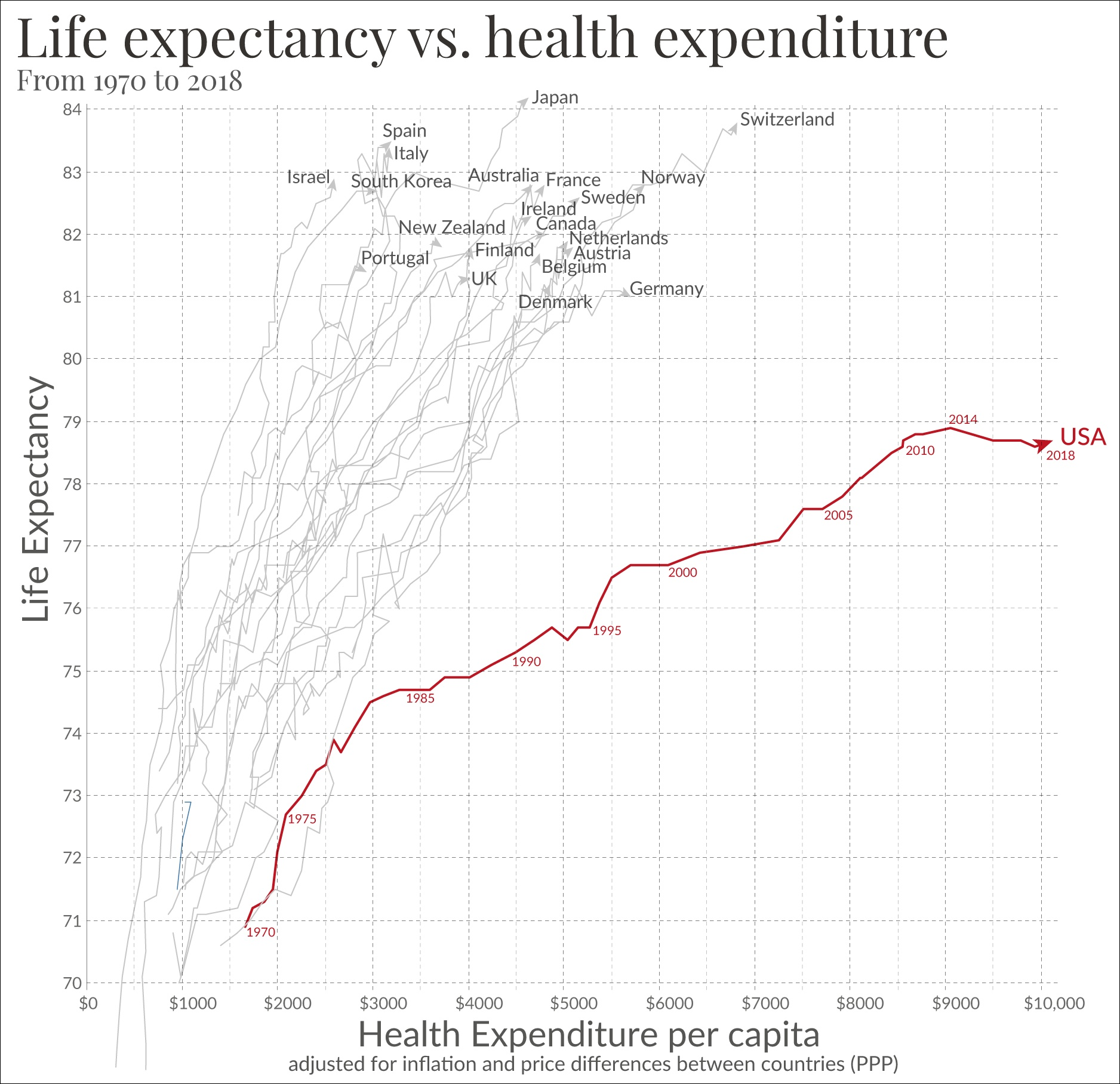
Tuổi thọ so với chi tiêu cho chăm sóc sức khỏe từ năm 1970 đến 2008, ở Mỹ và 19 quốc gia giàu có nhất tiếp theo tính theo tổng GDP.

Một nghiên cứu năm 2014 của tổ chức tư nhân Hoa Kỳ The Commonwealth Fund cho thấy rằng mặc dù hệ thống chăm sóc sức khỏe của Hoa Kỳ là đắt nhất trên thế giới, nhưng hệ thống này lại xếp cuối trên hầu hết các khía cạnh về hiệu suất khi so sánh với Úc, Canada, Pháp, Đức, Hà Lan, New Zealand, Na Uy, Thụy Điển, Thụy Sĩ và Vương quốc Anh . Nghiên cứu cho thấy Hoa Kỳ không đạt được kết quả tốt hơn các quốc gia khác và đứng cuối cùng hoặc gần cuối cùng về tiếp cận, hiệu quả và công bằng. Dữ liệu nghiên cứu đến từ các cuộc khảo sát quốc tế về bệnh nhân và bác sĩ chăm sóc chủ yếu, cũng như thông tin về kết quả chăm sóc sức khỏe từ Quỹ Khối thịnh vượng chung, Tổ chức Y tế Thế giới và Tổ chức Hợp tác và Phát triển Kinh tế.
Tính đến năm 2017, Hoa Kỳ đứng thứ 43 trên thế giới với tuổi thọ 80,00 tuổi. CIA World Factbook xếp Hoa Kỳ tồi tệ thứ 170 (trong số 225) - nghĩa là tốt nhất thứ 55 - trên thế giới về tỷ lệ tử vong ở trẻ sơ sinh (5,80/1.000 trẻ sống khi sinh). Người Mỹ cũng được kiểm tra ung thư với tỷ lệ cao hơn đáng kể so với những người ở các nước phát triển khác, và tiếp cận với chụp MRI và CT với tỷ lệ cao nhất so với bất kỳ quốc gia OECD nào.
Một nghiên cứu cho thấy từ năm 1997 đến năm 2003, các trường hợp tử vong có thể ngăn ngừa được ở Hoa Kỳ giảm chậm hơn ở 18 quốc gia công nghiệp phát triển khác. Một nghiên cứu năm 2008 cho thấy 101.000 người chết mỗi năm ở Mỹ, điều này sẽ không xảy ra nếu hệ thống chăm sóc sức khỏe hiệu quả như ở Pháp, Nhật Bản hoặc Úc. Một nghiên cứu năm 2020 của các nhà kinh tế Anne Case và Angus Deaton lập luận rằng Hoa Kỳ "chi một số tiền khổng lồ cho một số kết quả sức khỏe tồi tệ nhất ở thế giới phương Tây."
Một người chỉ trích hệ thống chăm sóc sức khỏe của Hoa Kỳ, nhà từ thiện người Anh Stan Brock, người có tổ chức từ thiện Remote Area Medical đã phục vụ hơn nửa triệu người Mỹ không có bảo hiểm, đã tuyên bố: “Bạn có thể bị bịt mắt và dán một chiếc ghim lên bản đồ nước Mỹ và bạn sẽ tìm thấy những người ở nhu cầu." Các tổ chức từ thiện có hơn 700 phòng khám và 80.000 bác sĩ tình nguyện và y tá xung quanh Simon Usborne Mỹ The Independent viết rằng ở Anh “học chung đang ngạc nhiên khi biết rằng người Mỹ nghèo nên cần phải dựa vào một tổ chức từ thiện mà ban đầu được hình thành để mọi người món đặc sản ở thế giới đang phát triển."

## Hiệu quả hệ thống và tính công bằng
Sự khác nhau về hiệu quả của việc cung cấp dịch vụ chăm sóc sức khỏe có thể gây ra sự khác biệt về kết quả. Ví dụ, Dự án Dartmouth Atlas đã báo cáo rằng, trong hơn 20 năm, những thay đổi rõ rệt về cách các nguồn lực y tế được phân phối và sử dụng ở Hoa Kỳ đi kèm với những thay đổi rõ rệt về kết quả. Mức độ sẵn sàng làm việc của các bác sĩ trong một khu vực thay đổi tùy theo thu nhập của khu vực đó và các tiện nghi mà khu vực đó cung cấp, một tình trạng trở nên trầm trọng hơn do tình trạng thiếu bác sĩ nói chung ở Hoa Kỳ, đặc biệt là những người cung cấp dịch vụ chăm sóc chính. Đạo luật Chăm sóc Giá cả phải chăng được dự đoán sẽ tạo ra một nhu cầu bổ sung về các dịch vụ mà đội ngũ bác sĩ chăm sóc chính ổn định hiện có sẽ không thể đáp ứng được, đặc biệt là ở các khu vực kinh tế khó khăn. Đào tạo các bác sĩ bổ sung sẽ cần một số năm.
Các kỹ thuật sản xuất tinh gọn như lập bản đồ dòng giá trị có thể giúp xác định và sau đó giảm thiểu lãng phí liên quan đến chi phí chăm sóc sức khỏe. Các công cụ kỹ thuật sản phẩm khác như FMEA và Biểu đồ Ishikawa đã được sử dụng để nâng cao hiệu quả trong việc cung cấp dịch vụ chăm sóc sức khỏe.

### Hiệu quả

#### Những cái chết có thể ngăn ngừa được
Năm 2010, bệnh động mạch vành, ung thư phổi, đột quỵ, bệnh phổi tắc nghẽn mãn tính và tai nạn giao thông đã gây ra nhiều năm sống nhất ở Mỹ. Đau thắt lưng, trầm cảm, rối loạn cơ xương, đau cổ và lo âu là nguyên nhân dẫn đến tàn tật nhiều năm nhất. Các yếu tố nguy cơ có hại nhất là chế độ ăn uống nghèo nàn, hút thuốc lá, béo phì, cao huyết áp, lượng đường trong máu cao, ít vận động và sử dụng rượu. Bệnh Alzheimer, lạm dụng ma túy, bệnh thận và ung thư, và té ngã đã làm mất đi nhiều năm tuổi thọ nhất so với tỷ lệ bình quân đầu người năm 1990 được điều chỉnh theo độ tuổi của họ.
Từ năm 1990 đến năm 2010, trong số 34 quốc gia thuộc OECD, Mỹ đã giảm từ vị trí thứ 18 xuống thứ 27 về tỷ lệ tử vong theo độ tuổi. Hoa Kỳ giảm từ thứ 23 xuống thứ 28 vì số năm sống được chuẩn hóa theo độ tuổi bị mất. Nó giảm từ thứ 20 xuống thứ 27 về tuổi thọ trung bình. Nó giảm từ thứ 14 xuống thứ 26 đối với tuổi thọ khỏe mạnh 
Theo một nghiên cứu năm 2009 được thực hiện tại Trường Y Harvard bởi những người đồng sáng lập Bác sĩ cho Chương trình Y tế Quốc gia, một nhóm vận động hành lang ủng hộ người trả tiền duy nhất và được xuất bản bởi Tạp chí Y tế Công cộng Hoa Kỳ, thiếu bảo hiểm y tế có liên quan đến gần 45.000 tử vong có thể phòng ngừa hàng năm. Kể từ đó, khi số lượng người không được bảo hiểm đã tăng từ khoảng 46 triệu người năm 2009 lên 49 triệu người vào năm 2012, số ca tử vong có thể phòng ngừa được do thiếu bảo hiểm đã tăng lên khoảng 48.000 người mỗi năm. Phương pháp luận của nhóm đã bị nhà kinh tế học John C. Goodman chỉ trích vì không xem xét nguyên nhân tử vong hoặc theo dõi sự thay đổi tình trạng bảo hiểm theo thời gian, bao gồm cả thời gian tử vong.
Một nghiên cứu năm 2009 của cựu cố vấn chính sách của Clinton, Richard Kronick được công bố trên tạp chí Health Services Research cho thấy tỷ lệ tử vong do không có bảo hiểm gia tăng sau khi một số yếu tố nguy cơ đã được kiểm soát.

#### Giá trị của đồng tiền
Một nghiên cứu về mức chi tiêu cho chăm sóc sức khỏe quốc tế được công bố trên tạp chí chính sách y tế Health Affairs vào năm 2000 cho thấy Hoa Kỳ chi tiêu cho chăm sóc sức khỏe về cơ bản nhiều hơn bất kỳ quốc gia nào khác trong Tổ chức Hợp tác và Phát triển Kinh tế (OECD), và rằng việc sử dụng các dịch vụ chăm sóc sức khỏe ở Hoa Kỳ thấp hơn mức trung bình của OECD theo hầu hết các biện pháp. Các tác giả của nghiên cứu kết luận rằng giá phải trả cho các dịch vụ chăm sóc sức khỏe ở Mỹ cao hơn nhiều so với những nơi khác. Trong khi 19 quốc gia giàu có nhất tiếp theo tính theo GDP đều trả ít hơn một nửa so với những gì Hoa Kỳ làm cho chăm sóc sức khỏe, thì tất cả họ đều đạt được tuổi thọ cao hơn Hoa Kỳ khoảng sáu năm kể từ năm 1970.

#### Chậm trễ trong việc tìm kiếm sự chăm sóc và gia tăng sử dụng dịch vụ chăm sóc khẩn cấp
Những người Mỹ không có bảo hiểm thường ít được chăm sóc sức khỏe thường xuyên và sử dụng các dịch vụ phòng ngừa. Họ có nhiều khả năng trì hoãn việc tìm kiếm sự chăm sóc, dẫn đến nhiều cuộc khủng hoảng y tế hơn, tốn kém hơn so với việc điều trị liên tục các bệnh như tiểu đường và huyết áp cao. Một nghiên cứu năm 2007 được công bố trên JAMA kết luận rằng những người không được bảo hiểm ít có khả năng nhận được bất kỳ sự chăm sóc y tế nào hơn những người được bảo hiểm sau một chấn thương do tai nạn hoặc sự khởi đầu của một tình trạng mãn tính mới. Những người không được bảo hiểm với một chấn thương cũng có nguy cơ cao gấp đôi những người có bảo hiểm không nhận được sự chăm sóc theo dõi được khuyến nghị và một mô hình tương tự được áp dụng cho những người mắc bệnh mãn tính mới. Những bệnh nhân không có bảo hiểm có nguy cơ đến phòng cấp cứu của bệnh viện cao gấp đôi so với những bệnh nhân có bảo hiểm; tạo gánh nặng cho một hệ thống dành cho những trường hợp khẩn cấp thực sự với những nhu cầu chăm sóc ít khẩn cấp hơn.
Năm 2008, các nhà nghiên cứu của Hiệp hội Ung thư Hoa Kỳ phát hiện ra rằng những người không có bảo hiểm tư nhân (bao gồm cả những người được Medicaid bảo hiểm) có nhiều khả năng bị chẩn đoán mắc bệnh ung thư giai đoạn cuối hơn những người có bảo hiểm đó.

#### Sự khác biệt trong cách chữa trị của nhà cung cấp
Phương pháp điều trị cho bệnh nhân có thể thay đổi đáng kể tùy thuộc vào việc họ sử dụng nhà cung cấp dịch vụ chăm sóc sức khỏe nào. Nghiên cứu cho thấy rằng một số phương pháp điều trị tiết kiệm chi phí không được sử dụng thường xuyên, trong khi việc sử dụng quá mức xảy ra với các dịch vụ chăm sóc sức khỏe khác. Các phương pháp điều trị không cần thiết làm tăng chi phí và có thể khiến bệnh nhân lo lắng không cần thiết. Việc sử dụng thuốc theo toa thay đổi đáng kể theo khu vực địa lý. Việc lạm dụng lợi ích y tế được gọi là rủi ro đạo đức - những cá nhân được bảo hiểm sau đó có xu hướng tiêu dùng chăm sóc sức khỏe nhiều hơn. Cách hệ thống chăm sóc sức khỏe cố gắng loại bỏ vấn đề này là thông qua các chiến thuật chia sẻ chi phí như đồng thanh toán và khấu trừ. Nếu bệnh nhân phải đối mặt với gánh nặng kinh tế nhiều hơn thì họ sẽ chỉ sử dụng dịch vụ chăm sóc sức khỏe khi họ nhận thấy điều đó là cần thiết. Theo thử nghiệm bảo hiểm sức khỏe RAND, những cá nhân có tỷ lệ đồng bảo hiểm cao hơn tiêu thụ ít chăm sóc sức khỏe hơn những người có tỷ lệ thấp hơn. Thí nghiệm kết luận rằng với việc chăm sóc ít hơn, nhìn chung không có mất mát về phúc lợi xã hội, nhưng đối với những nhóm người nghèo hơn và ốm yếu hơn thì chắc chắn sẽ có những tác động tiêu cực. Những bệnh nhân này buộc phải từ bỏ các biện pháp chăm sóc phòng ngừa cần thiết để tiết kiệm tiền dẫn đến việc chẩn đoán muộn các bệnh dễ điều trị và các thủ thuật tốn kém hơn sau này. Với ít chăm sóc phòng ngừa hơn, bệnh nhân bị tổn hại về mặt tài chính với sự gia tăng các lần khám bệnh tốn kém. Chi phí chăm sóc sức khỏe ở Mỹ cũng sẽ tăng theo các thủ tục này. Các thủ tục tốn kém hơn dẫn đến chi phí lớn hơn.
Một nghiên cứu đã phát hiện ra sự khác biệt đáng kể về mặt địa lý trong chi tiêu Medicare cho bệnh nhân trong hai năm cuối đời. Các mức chi tiêu này gắn liền với khả năng cung cấp của bệnh viện tại mỗi khu vực. Chi tiêu cao hơn không giúp bệnh nhân sống lâu hơn.

#### Phối hợp chăm sóc
Các bác sĩ chăm sóc chính thường là đầu vào của hầu hết bệnh nhân cần được chăm sóc, nhưng trong hệ thống chăm sóc sức khỏe phân tán của Mỹ, nhiều bệnh nhân và nhà cung cấp của họ gặp vấn đề với việc điều phối chăm sóc. Ví dụ, một cuộc khảo sát của Harris Interactive đối với các bác sĩ ở California đã phát hiện ra rằng:
- Cứ mười bác sĩ thì có bốn bác sĩ báo cáo rằng bệnh nhân của họ gặp vấn đề với việc phối hợp chăm sóc trong 12 tháng qua.
- Hơn 60% bác sĩ báo cáo rằng bệnh nhân của họ "thỉnh thoảng" hoặc "thường xuyên" trải qua thời gian chờ đợi lâu cho các xét nghiệm chẩn đoán.
- Khoảng 20% bác sĩ cho biết bệnh nhân của họ phải làm lại xét nghiệm vì không thể xác định được kết quả trong một lần khám theo lịch trình.[144]

Theo một bài báo trên The New York Times, mối quan hệ giữa bác sĩ và bệnh nhân đang xấu đi. Một nghiên cứu từ Đại học Johns Hopkins cho thấy khoảng một trong bốn bệnh nhân tin rằng bác sĩ của họ đã khiến họ gặp phải những rủi ro không đáng có, và bằng chứng giai thoại như sách tự học và các bài đăng trên web cho thấy sự thất vọng của bệnh nhân ngày càng tăng. Các yếu tố có thể xảy ra đằng sau mối quan hệ bác sĩ / bệnh nhân xấu đi bao gồm hệ thống đào tạo bác sĩ hiện tại và sự khác biệt trong cách nhìn nhận của bác sĩ và bệnh nhân về việc thực hành y học. Các bác sĩ có thể tập trung vào chẩn đoán và điều trị, trong khi bệnh nhân có thể quan tâm hơn đến sức khỏe và được bác sĩ lắng nghe.
Nhiều bác sĩ chăm sóc ban đầu không còn gặp bệnh nhân của họ khi họ ở trong bệnh viện; thay vào đó, Y học bệnh viện được sử dụng. Việc sử dụng bác sĩ bệnh viện đôi khi được các công ty bảo hiểm y tế yêu cầu như một biện pháp tiết kiệm chi phí, điều này khiến một số bác sĩ chăm sóc sức khỏe ban đầu không hài lòng.

#### Chi phí quản lý
Theo một báo cáo do CBO công bố năm 2008, chi phí hành chính cho bảo hiểm tư nhân chiếm khoảng 12% phí bảo hiểm. Sự khác biệt về chi phí hành chính giữa các kế hoạch tư nhân phần lớn là do tính kinh tế theo quy mô. Bảo hiểm cho các nhà tuyển dụng lớn có chi phí hành chính thấp nhất. Phần trăm phí bảo hiểm do quản lý tăng lên đối với các công ty nhỏ hơn và cao nhất đối với bảo hiểm được mua riêng lẻ. Một nghiên cứu năm 2009 do BCBSA công bố cho thấy chi phí hành chính trung bình cho tất cả các sản phẩm bảo hiểm y tế thương mại chiếm 9,2% phí bảo hiểm trong năm 2008. Chi phí quản lý là 11,1% phí bảo hiểm cho các sản phẩm nhóm nhỏ và 16,4% trên thị trường cá nhân.
Một nghiên cứu về các chi phí liên quan đến thanh toán và bảo hiểm (BIR) không chỉ do các công ty bảo hiểm mà cả các bác sĩ và bệnh viện phải chịu cho thấy rằng BIR giữa các công ty bảo hiểm, bác sĩ và bệnh viện ở California đại diện cho 20–22% chi tiêu tư nhân được bảo hiểm ở các cơ sở chăm sóc cấp tính ở California.

#### Cơ sở vật chất sống lâu dài
Vào năm 2014, theo một báo cáo được công bố RN có kỹ năng càng cao thì chi phí gánh nặng tài chính đối với cơ sở vật chất càng thấp. Với dân số già ngày càng tăng, số lượng bệnh nhân tại các cơ sở dài hạn này cần được chăm sóc nhiều hơn tạo ra một bước nhảy vọt về chi phí tài chính. Dựa trên nghiên cứu được thực hiện vào năm 2010, chi phí tự trả hàng năm đã tăng 7,5% trong khi chi phí cho Medicare tăng 6,7% hàng năm do sự gia tăng. Trong khi Medicare trả tiền cho một số dịch vụ chăm sóc mà người cao tuổi nhận được, 40% bệnh nhân ở trong các cơ sở này trả tiền túi.

### Vấn đề thanh toán của bên thứ ba và bảo hiểm hướng đến người tiêu dùng
Hầu hết người Mỹ thanh toán cho các dịch vụ y tế phần lớn thông qua bảo hiểm, và điều này có thể làm sai lệch các ưu đãi của người tiêu dùng vì người tiêu dùng chỉ trả trực tiếp một phần chi phí cuối cùng. Việc thiếu thông tin về giá của các dịch vụ y tế cũng có thể làm sai lệch các ưu đãi. Bảo hiểm thanh toán thay mặt cho người được bảo hiểm thương lượng với các nhà cung cấp dịch vụ y tế, đôi khi sử dụng giá do chính phủ thiết lập, chẳng hạn như giá thanh toán Medicaid làm điểm tham chiếu. Lý do này đã dẫn đến những lời kêu gọi cải cách hệ thống bảo hiểm để tạo ra một hệ thống chăm sóc sức khỏe dựa vào người tiêu dùng, theo đó người tiêu dùng trả tiền túi nhiều hơn. Năm 2003, Đạo luật Hiện đại hóa, Cải tiến và Thuốc theo toa của Medicare đã được thông qua, đạo luật này khuyến khích người tiêu dùng có một chương trình sức khỏe được khấu trừ cao và một tài khoản tiết kiệm sức khỏe. Vào tháng 10 năm 2019, bang Colorado đã đề xuất thực hiện lựa chọn chăm sóc sức khỏe cộng đồng thông qua các công ty bảo hiểm tư nhân, những công ty sẽ chịu gánh nặng chi phí. Phí bảo hiểm theo tùy chọn công khai được chào bán sẽ rẻ hơn từ 9% đến 18% vào năm 2022.

### Tính Công bằng

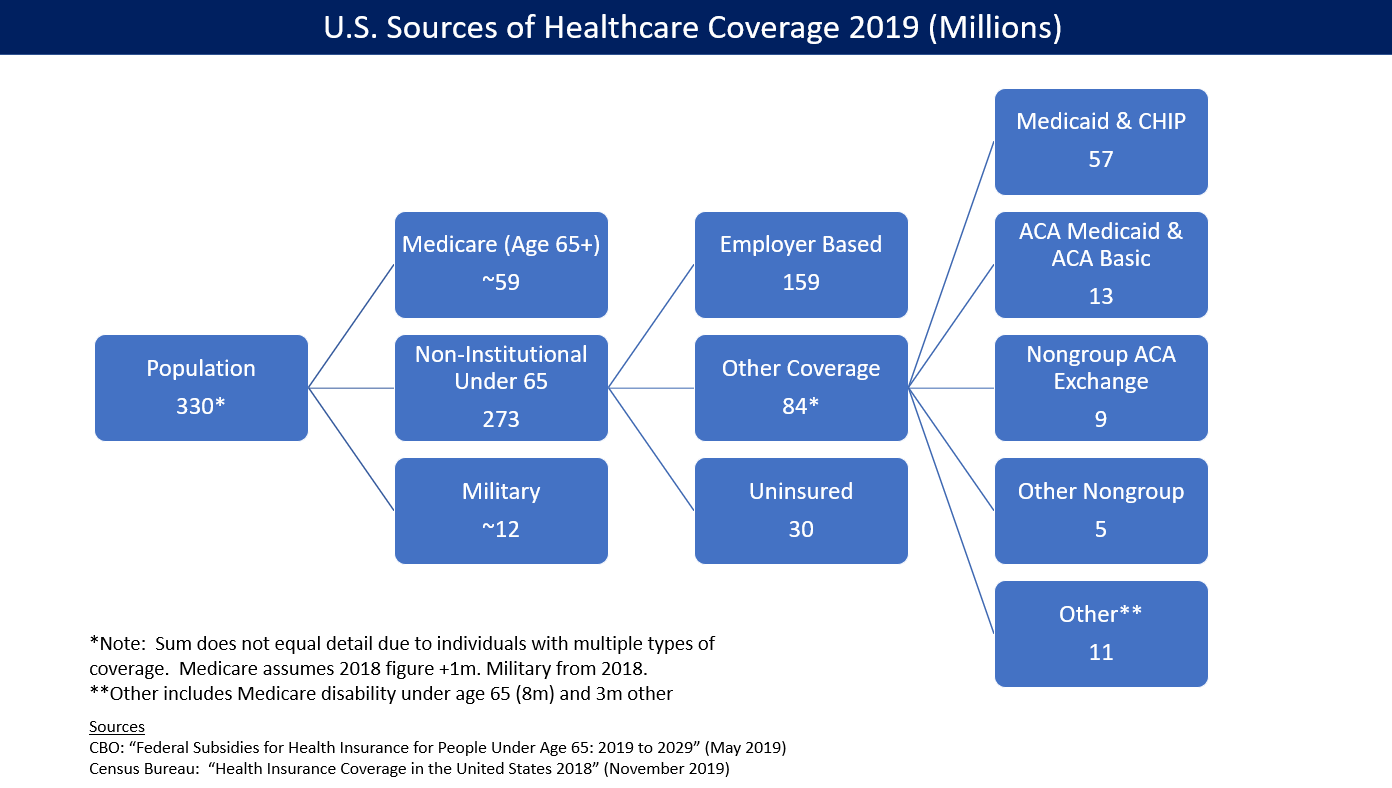
Bảo hiểm y tế Hoa Kỳ theo nguồn vào năm 2016. CBO ước tính ACA/Obamacare chịu trách nhiệm cho 23 triệu người được bảo hiểm thông qua các sàn giao dịch và mở rộng Medicaid.

#### Sức khỏe tinh thần
Bệnh tâm thần ảnh hưởng đến một trong số sáu người lớn ở Hoa Kỳ. Đó là khoảng 44,7 triệu người, tính đến năm 2016. Năm 2006, rối loạn tâm thần được xếp hạng là một trong năm tình trạng y tế tốn kém nhất, trị giá 57,5 tỷ đô la. Việc thiếu bảo hiểm sức khỏe tâm thần cho người Mỹ gây ảnh hưởng đáng kể đến nền kinh tế và hệ thống xã hội của Hoa Kỳ. Một báo cáo của Tổng bác sĩ phẫu thuật Hoa Kỳ cho thấy các bệnh tâm thần là nguyên nhân gây tàn tật đứng hàng thứ hai trên toàn quốc và ảnh hưởng đến 20% tổng số người Mỹ. Người ta ước tính rằng ít hơn một nửa số người mắc bệnh tâm thần được điều trị (hoặc cụ thể là chăm sóc liên tục, cần thiết và có quản lý; nếu chỉ dùng thuốc, không thể dễ dàng loại bỏ tình trạng tâm thần) do các yếu tố như kỳ thị và thiếu khả năng tiếp cận quan tâm.
Đạo luật Công bằng về Sức khỏe Tâm thần và Nghiện của Paul Wellstone năm 2008 quy định rằng các chương trình sức khỏe nhóm cung cấp các quyền lợi về sức khỏe tâm thần và rối loạn liên quan đến chất ít nhất tương đương với các quyền lợi được cung cấp cho các thủ thuật y tế và phẫu thuật. Luật đổi mới và mở rộng các điều khoản của Đạo luật Bình đẳng Sức khỏe Tâm thần năm 1996. Luật yêu cầu công bằng tài chính cho các lợi ích sức khỏe tâm thần hàng năm và suốt đời, đồng thời bắt buộc phải có sự ngang bằng về giới hạn điều trị và mở rộng tất cả các điều khoản công bằng đối với các dịch vụ cai nghiện. Các công ty bảo hiểm và quản trị viên khuyết tật của bên thứ ba (đáng chú ý nhất là Sedgwick CMS) đã sử dụng các kẽ hở và mặc dù cung cấp công bằng tài chính, họ thường làm việc theo luật bằng cách áp dụng các khoản đồng thanh toán không bình đẳng hoặc đặt ra giới hạn về số ngày điều trị nội trú hoặc ngoại trú cơ sở.

#### Sức khỏe răng miệng
Trong lịch sử chăm sóc sức khỏe ở Hoa Kỳ, chăm sóc răng miệng phần lớn không được công nhận là một phần của chăm sóc sức khỏe, và do đó lĩnh vực này và các hoạt động của nó phát triển độc lập. Do đó, trong chính sách và thực tiễn hiện đại, sức khỏe răng miệng được coi là khác biệt với sức khỏe ban đầu, và bảo hiểm nha khoa tách biệt với bảo hiểm y tế. Chênh lệch về khả năng tiếp cận dịch vụ chăm sóc sức khỏe răng miệng có nghĩa là nhiều dân số, bao gồm cả những người không có bảo hiểm, người có thu nhập thấp, không có bảo hiểm, dân tộc thiểu số, người nhập cư và dân cư nông thôn, có xác suất sức khỏe răng miệng kém ở mọi lứa tuổi cao hơn. Trong khi những thay đổi đã được thực hiện để giải quyết những chênh lệch này cho trẻ em, sự chênh lệch về sức khỏe răng miệng ở người lớn thuộc tất cả các nhóm dân số được liệt kê trước đây vẫn nhất quán hoặc trở nên tồi tệ hơn.

#### Bảo lãnh y tế và không thể bảo lãnh
Trước khi có Đạo luật Chăm sóc Giá cả phải chăng, xem xét điều kiện bảo lãnh y tế là phổ biến, nhưng sau khi luật có hiệu lực vào năm 2014, nó đã bị cấm.

#### Sự khác biệt về nhân khẩu học

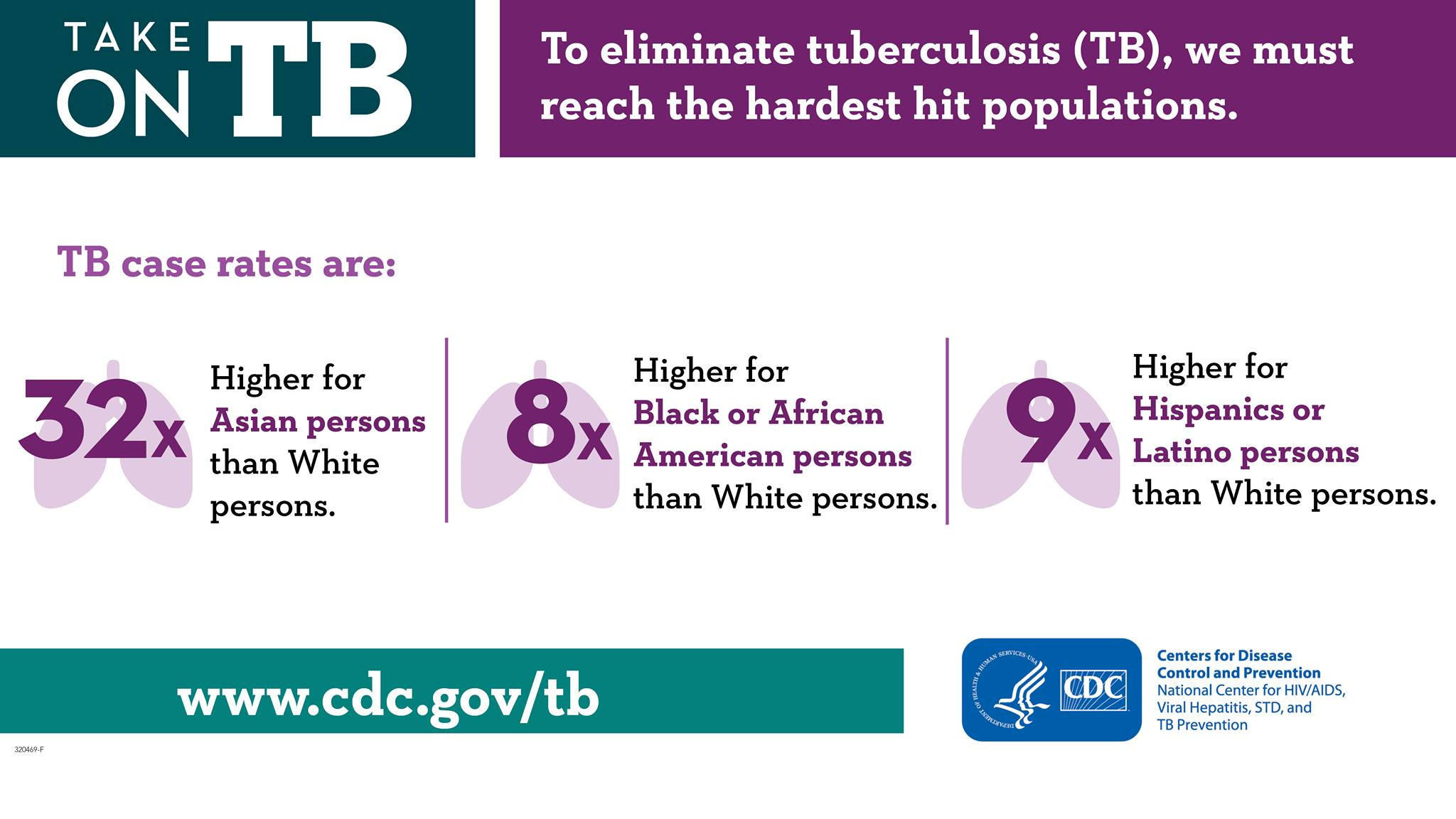
Hình ảnh của Trung tâm Kiểm soát Dịch bệnh mô tả sự chênh lệch về sức khỏe chủng tộc ở Hoa Kỳ đối với bệnh lao.

Sự chênh lệch về chăm sóc sức khỏe được ghi nhận rõ ràng ở Mỹ ở các dân tộc thiểu số như người Mỹ gốc Phi, người Mỹ bản địa và người gốc Tây Ban Nha. Khi so sánh với người da trắng, những nhóm thiểu số này có tỷ lệ mắc các bệnh mãn tính cao hơn, tỷ lệ tử vong cao hơn và sức khỏe kém hơn. Một trong số các ví dụ cụ thể về sự chênh lệch chủng tộc và sắc tộc ở Hoa Kỳ là tỷ lệ mắc bệnh ung thư ở người Mỹ gốc Phi, cao hơn 25% so với người da trắng. Ngoài ra, người Mỹ gốc Phi và người gốc Tây Ban Nha trưởng thành có nguy cơ mắc bệnh tiểu đường cao gấp đôi người da trắng và có tỷ lệ béo phì nhìn chung là cao hơn. Người thiểu số cũng có tỷ lệ mắc bệnh tim mạch và HIV / AIDS cao hơn người da trắng. Ở Mỹ, người Mỹ gốc Á sống lâu nhất (87,1 tuổi), tiếp theo là người Latinh (83,3 tuổi), người da trắng (78,9 tuổi), người Mỹ bản địa (76,9 tuổi) và người Mỹ gốc Phi (75,4 tuổi). Một nghiên cứu năm 2001 cho thấy sự khác biệt lớn về chủng tộc tồn tại trong tuổi thọ khỏe mạnh ở các cấp học thấp hơn.
Có rất nhiều nghiên cứu về sự bất bình đẳng trong chăm sóc sức khỏe. Trong một số trường hợp, những bất bình đẳng này là do chênh lệch thu nhập dẫn đến thiếu bảo hiểm y tế và các rào cản khác trong việc tiếp nhận các dịch vụ. Theo Báo cáo Chênh lệch Chăm sóc Sức khỏe Quốc gia năm 2009, những người Mỹ không có bảo hiểm ít có khả năng nhận được các dịch vụ phòng ngừa trong chăm sóc sức khỏe. Ví dụ, dân tộc thiểu số không được kiểm tra ung thư địa trực tràng thường xuyên và tỷ lệ tử vong vì ung thư địa trực tràng đã tăng lên ở người Mỹ gốc Phi và người gốc Tây Ban Nha. Trong các trường hợp khác, sự bất bình đẳng trong chăm sóc sức khỏe phản ánh sự thiên vị mang tính hệ thống trong cách thức quy định các thủ tục và phương pháp điều trị y tế cho các nhóm dân tộc khác nhau. Raj Bhopal viết rằng lịch sử phân biệt chủng tộc trong khoa học và y học cho thấy rằng mọi người và các thể chế hành xử theo các đặc tính của thời đại của họ. Nancy Krieger đã viết rằng phân biệt chủng tộc là cơ sở cho những bất bình đẳng không rõ nguyên nhân trong việc chăm sóc sức khỏe, bao gồm điều trị bệnh tim, suy thận, ung thư bàng quang, và viêm phổi. Raj Bhopal viết rằng những bất bình đẳng này đã được ghi nhận trong nhiều nghiên cứu. Các phát hiện nhất quán và lặp đi lặp lại là người Mỹ da đen được chăm sóc sức khỏe ít hơn người Mỹ da trắng - đặc biệt là khi việc chăm sóc liên quan đến công nghệ mới đắt tiền. Một nghiên cứu gần đây đã phát hiện ra rằng khi bệnh nhân thiểu số và người da trắng sử dụng cùng một bệnh viện, họ được cung cấp cùng một tiêu chuẩn chăm sóc.

## Bảo hiểm y tế cho người nhập cư
Trong số 26,2 triệu người nhập cư nước ngoài đang sống ở Mỹ vào năm 1998, 62,9% không phải là công dân Mỹ. Năm 1997, 34,3% người không phải là công dân Hoa Kỳ sống ở Mỹ không có bảo hiểm y tế, trái ngược với 14,2% người Mỹ gốc bản xứ không có bảo hiểm y tế. Trong số những người nhập cư đã trở thành công dân, 18,5% không có bảo hiểm, trái ngược với những người không phải công dân, 43,6% không có bảo hiểm. Ở mỗi độ tuổi và nhóm thu nhập, người nhập cư đều ít có khả năng có bảo hiểm y tế hơn. Với những thay đổi về chăm sóc sức khỏe gần đây, nhiều người nhập cư hợp pháp với các tình trạng nhập cư khác nhau hiện có thể đủ điều kiện nhận bảo hiểm y tế giá cả phải chăng.
Những người nhập cư không chính thống trong Hoa Kỳ không được tiếp cận với bảo hiểm y tế do chính phủ tài trợ. Mặc dù Đạo luật Bảo vệ Bệnh nhân và Chăm sóc Sức khỏe Hợp túi tiền cho phép người nhập cư nhận bảo hiểm với mức chiết khấu, điều tương tự không xảy ra đối với những người không có quốc tịch Hoa Kỳ. Trong khi các chính sách như Đạo luật Bảo vệ Bệnh nhân và Đạo luật Bảo vệ Bệnh nhân và Chăm sóc Sức khỏe Hợp túi tiền nhằm mở rộng phạm vi bảo hiểm y tế để cải thiện sức khỏe người tị nạn ở Hoa Kỳ, các bang khác nhau đã thực hiện các chương trình bảo hiểm y tế của họ khác nhau dẫn đến chênh lệch tiếp cận chăm sóc sức khỏe giữa các bang. Những người nhập cư không có giấy tờ ở Hoa Kỳ có thể tìm kiếm sự trợ giúp y tế từ các trung tâm cộng đồng, hoặc những gì được gọi là Nhà cung cấp Mạng lưới An toàn và tham gia phí dịch vụ hỗ trợ y tế, nhưng chỉ có thể mua bảo hiểm y tế từ các công ty bảo hiểm y tế tư nhân.